# Aéroport international de Navi Mumbai
L'aéroport international de Navi Mumbai (code IATA : NMI) est un projet d'aéroport en développement près de la ville de Navi Mumbai située en banlieue Est de Bombay.